# Mostove, Domanivka
Mostove (în ucraineană Мостове) este localitatea de reședință a comunei Mostove din raionul Domanivka, regiunea Mîkolaiiv, Ucraina.

## Demografie
Componența lingvistică a localității Mostove
     Ucraineană (96,61%)
     Rusă (2,24%)
     Alte limbi (0,7%)
Conform recensământului din 2001, majoritatea populației localității Mostove era vorbitoare de ucraineană (96,61%), existând în minoritate și vorbitori de rusă (2,24%).